# Picus viridis
Il picchio verde (Picus viridis, Linneo 1758) è un uccello della famiglia dei Picidae, diffuso in Eurasia.

## Sistematica
Il Picchio verde ha quattro sottospecie:
- Picus viridis viridis
- Picus viridis karelini
- Picus viridis bampurensis
- Picus viridis innominatus

## Aspetti morfologici

### Distribuzione e habitat
È possibile osservare il picchio verde in tutta l'Eurasia, inclusa l'Italia (ad esclusione delle isole maggiori). È presente nella Gran Bretagna, ma non in Irlanda e nella penisola iberica, dove è sostituito da un'altra specie, Picus sharpei.

### Cibo ed Alimentazione
L’alimento principale della dieta deI picchio verde sono le formiche dei generi Lasius e Formica; occasionalmente si può nutrire di altri tipi di insetti, di piccoli rettili o di larve. A differenza di altre specie di picchio (ad es. il Dendrocopos major), il Picchio Verde può perforare solo legno non eccessivamente duro, prediligendo quindi la ricerca di insetti a terra come modalita' principale per il procacciamento del suo cibo

### Riproduzione

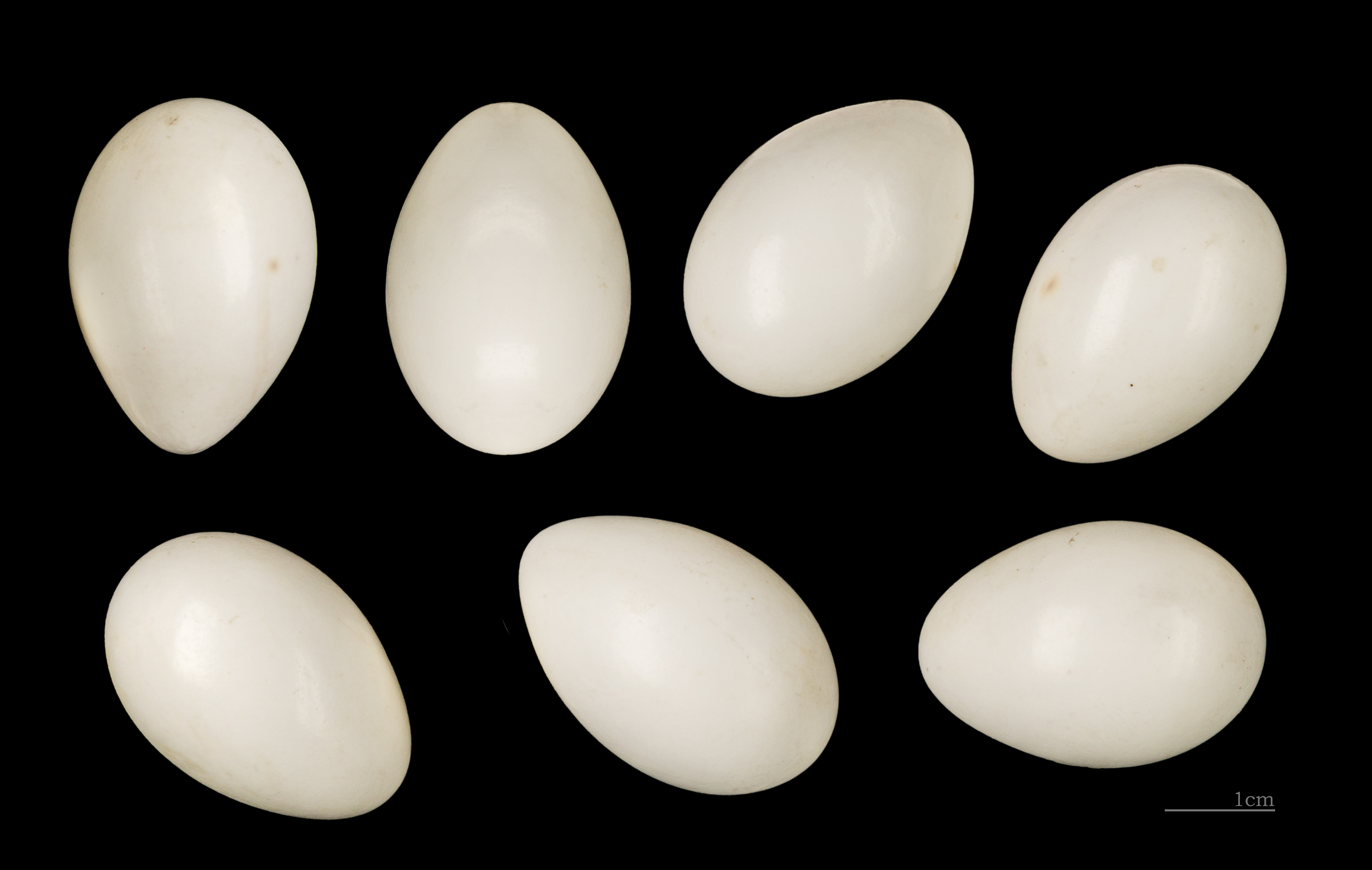
Picus viridis

Nidifica in buchi scavati negli alberi da marzo ad inizio estate: depone da cinque a sette uova, di colore bianco brillante, che vengono covate da entrambi i genitori per circa due settimane.

## Miti, leggende e simbolismi
Secondo Ovidio il picchio verde era originariamente un uomo affascinante di nome Pico, re dell'Ausonia e fondatore di Albalonga, che aveva sposato la ninfa Canens, figlia di Giano e della ninfa Venilia. Durante una battuta di caccia, vestito con un mantello di porpora fermato sulla sommità da una borchia dorata, lo vide Circe, figlia di Elio e di Perseide, che scendeva dal monte a lei intitolato (il monte Circeo) e se ne invaghì. Isolatolo dai compagni di caccia grazie al ricorso alle sue arti magiche, Circe gli apparve e gli dichiarò il suo amore, ma Pico la rifiutò dichiarandosi fedele alla moglie Canens. Infuriata, la maga lo trasformò in un uccello, appunto il picchio, che mantenne i colori del mantello (la testa del Picchio verde è rossa) e della borchia (il collo dell'uccello è giallo).
Pico era stato anche un augure e quindi era considerato uccello molto importante per gli auspici. Per gli Umbri era considerato uccello beneaugurante. Plutarco sostiene che il picchio era uccello sacro a Marte.
Il picchio verde era il totem del popolo piceno e in quanto tale è raffigurato nello stemma della regione Marche.
Secondo una leggenda appartenente alla cultura cristiana, allorché Dio, durante la Creazione del mondo, volle creare fonti, fiumi e ruscelli, chiese aiuto a tutti gli uccelli dal becco robusto e l'unico che non rispose all'appello fu il picchio, per cui Iddio lo punì dicendogli che non avrebbe più potuto bere una goccia d'acqua che avesse toccato terra. Per questo, quando è assetato, il picchio si rivolgerebbe a Dio con un grido ripetuto, chiedendogli di far cadere acqua su foglie e rami degli alberi e Dio, misericordioso, gli manderebbe la pioggia. Da questa leggenda nacque la credenza che il picchio che grida ripetutamente annuncia pioggia.
In alcune tradizioni cristiane, la determinazione con cui il picchio verde caccia ostinatamente larve e vermi penetrando con il becco nella corteccia degli alberi ne ha fatto il simbolo del Cristo, che stana senza tregua il Demonio dalle anime.
Il picchio è anche rappresentato in araldica.

## Galleria d'immagini

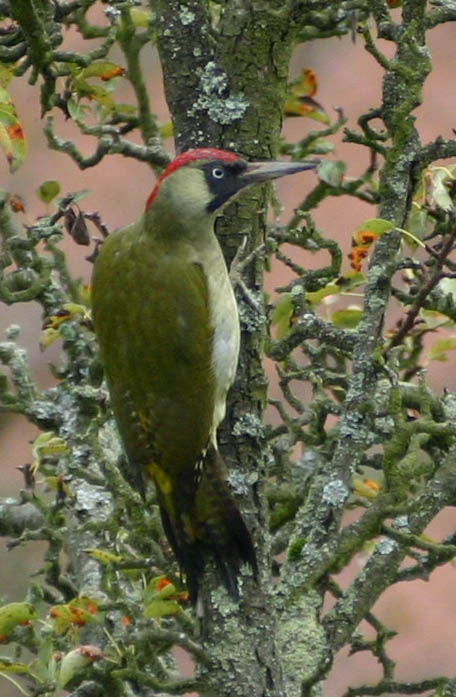
Picus viridis Femmina di Picchio verde
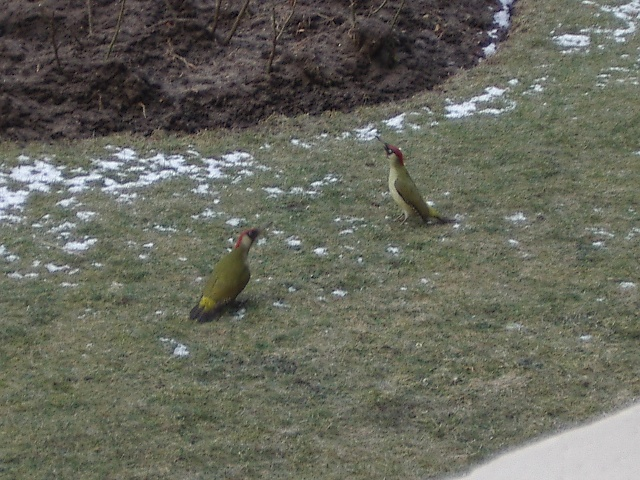
Picus viridis
Bandiera delle Marche, sulla quale è rappresentato un picchio verde stilizzato
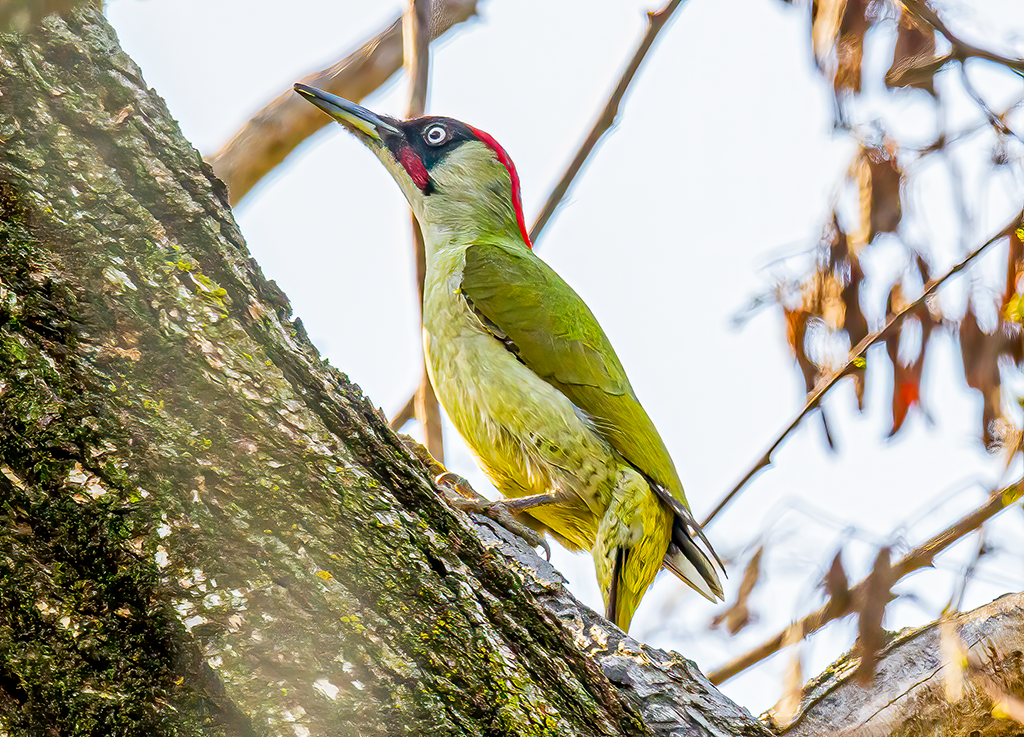
Picchio verde-maschio
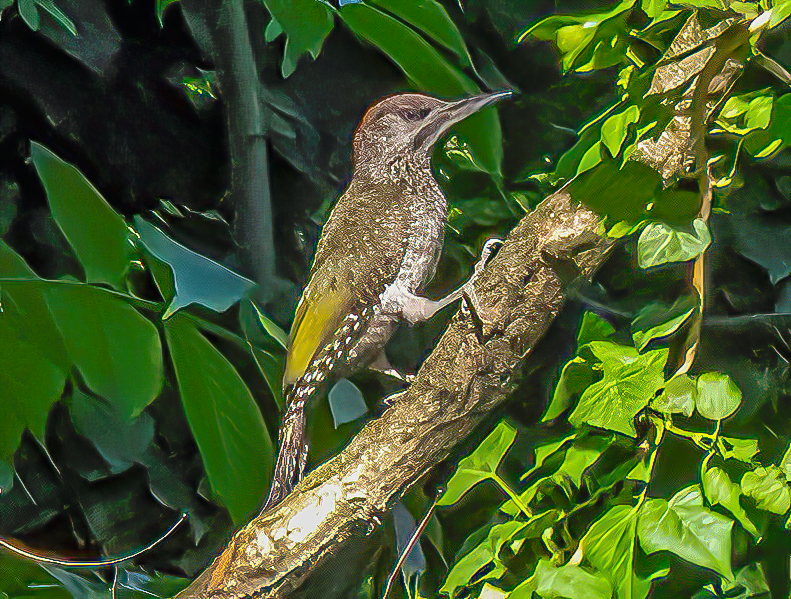
Giovane Picus viridis